# Linia kolejowa Ścinawka Średnia – Tłumaczów
Linia kolejowa Ścinawka Średnia – Tłumaczów – jednotorowa, niezelektryfikowana bocznica szlakowa ze stacji Ścinawka Średnia do kamieniołomu melafiru w Tłumaczowie.
Bocznica została odbudowana w 2010 r. śladem dawnej linii kolejowej ze Ścinawki Średniej do Otovic, która łączyła się z wybudowaną wcześniej linią do Mezimesti, a która krótko po II wojnie światowej została skrócona do miejscowości Tłumaczów. Dawniej, linia nosiła w ewidencji linii kolejowych PKP numer 272.

## Przebieg
Administracyjnie, odbudowany odcinek linii leży obecnie w całości w województwie dolnośląskim, w powiecie kłodzkim, w gminie Radków.
Linia biegnie ze Ścinawki Średniej w stronę Tłumaczowa i Otovic zasadniczo w kierunku zachodnio-północno-zachodnim.
W całym swoim przebiegu linia wykorzystuje naturalne przejście pomiędzy Wzgórzami Włodzickimi a Ścinawskimi. Trasowanie linii naturalnym obniżeniem rzeki Ścinawki wyeliminowało konieczność budowy kosztownych obiektów inżynieryjnych – inaczej niż na okolicznych liniach postawiono tu jedynie dwa mosty, nieliczne przepusty i wiadukty.
Od stacji Ścinawka Średnia, linia, po przejściu pod betonowym, belkowym wiaduktem drogowym, prowadzi w niewielkim wykopie obniżeniem rzeki Ścinawki. Za przejazdem kolejowo-drogowym kategorii D na lokalnej drodze do Bieganówka od linii odgałęziają się tory bocznicowe żwirowni. Jest to dawna sekcja postojowa Ścinawka Górna. W pobliżu dawnego PGR w Ścinawce Górnej tory prowadzą nasypem wzdłuż drogi wojewódzkiej nr 387, następnie na wysokości przysiółka Sarny wiodą nad szosą wiaduktem drogowym, nieopodal którego dwuprzęsłowym, stalowym mostem, w pobliżu ujścia Włodzicy, przekraczają rzekę Ścinawkę. Obiekty zdemontowano i zezłomowano przed 2001 r., następnie odbudowano w 2010 r. Za rzeką, tory przechodzą z nasypu na głęboki przekop, prowadzący do bocznicy kamieniołomu na wzgórzu Gardzień. Bocznica jest połączona z wyrobiskami na górze taśmociągiem.

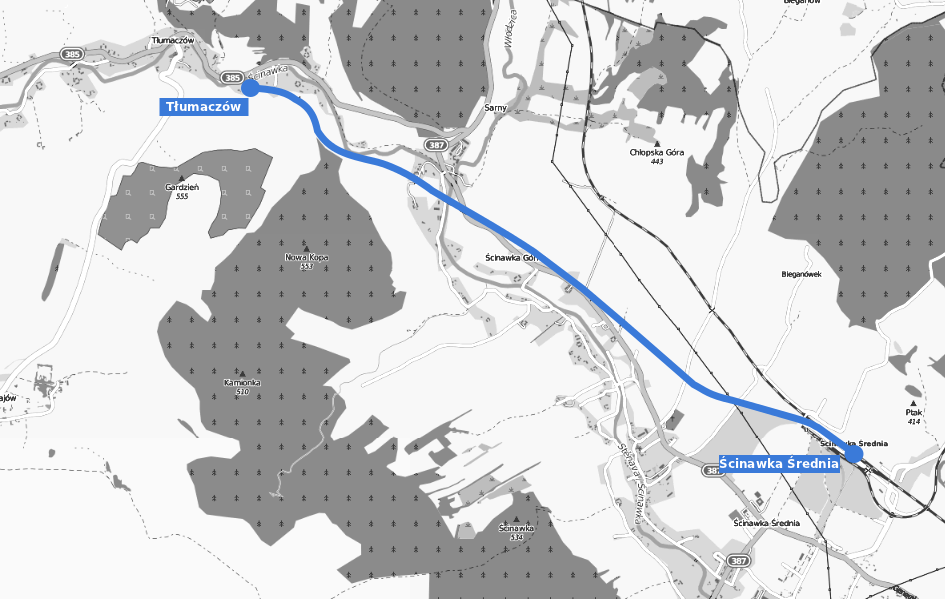
Przebieg linii Ścinawka Średnia – Tłumaczów

Na dalszym odcinku linia nie została odbudowana. Nieopodal kamieniołomu, tory przecinały lokalną drogę do Radkowa. Następnie, linia prowadziła wykopem (z wiaduktem drogowym nad torami) na zachowany, ponad pięćdziesięciometrowy kratownicowy most nad Ścinawką. Za mostem linia prowadziła wysokim nasypem, w pobliżu dawnego drogowego przejścia granicznego przecinała szosę Nowa Ruda – Broumov i niewielkim wykopem prowadziła przez terytorium Czech do przystanku Otovice zastávka.

## Historia linii i ruchu pociągów

### Lata 1900–1945

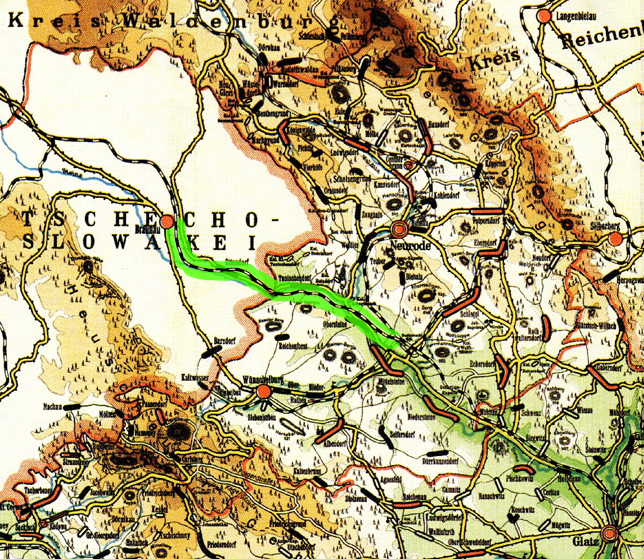
transgraniczna linia kolejowa ze Ścinawki Średniej do Otovic na mapie Hrabstwa Kłodzkiego z 1930 r.

Transgraniczne połączenie kolejowe Ścinawki Średniej z Broumovem powstało celem poprawy ekspedycji węgla kamiennego z noworudzkich kopalni, zaopatrujących zakłady włókiennicze po obydwu stronach granicy austriacko–pruskiej.
Prace nad budową linii, biegnącej śladem starego średniowiecznego traktu między Broumovem i Kłodzkiem, rozpoczęto w 1886 r. Trasę do prusko–austriackiego przejścia granicznego w Otovicach otwarto dla ruchu pasażerskiego i towarowego 5 kwietnia 1889 r. Nowa linia była odgałęzieniem odcinka Śląskiej Kolei Górskiej wiodącego z Wałbrzycha Głównego do Kłodzka Głównego – części historycznej magistrali, mającej łączyć Berlin z Wiedniem.
Linia powstała jako państwowa linia drugorzędna, na mocy przepisów ustawy z 21 maja 1883 r., stanowiąc przedłużenie linii sprywatyzowanego austriackiego przedsiębiorstwa pn. „Uprzywilejowane Austro–Węgierskie Towarzystwo Kolei Państwowej” (skrót StEG).
Na odcinku pruskim znajdowała się wyłącznie jedna stacja (na granicy), ale posterunek graniczny i celny został umiejscowiony na dworcu w Ścinawce Średniej. Linią od granicy do Ścinawki Średniej administrowali Austriacy. Po rozpadzie Austro-Węgier i proklamowaniu 28 października 1918 r. niepodległości przez Czechosłowację, administrację nad całą linią do Ścinawki Średniej przejęły Czechosłowackie Koleje Państwowe (ČSD). Po aneksji Kraju Sudetów przez III Rzeszę na przełomie lat 1938 i 1939 i utworzeniu Okręgu Rzeszy Kraj Sudetów, linia przestała być transgraniczną, a stała się niemiecką linią wewnętrzną, administrowaną przez Deutsche Reichsbahn. Stacja graniczna została wówczas, wraz ze zmianą granic państwowych, przeniesiona do Polic nad Metují.

### Lata 1945–1990
Po zakończeniu II wojny światowej, odcinek linii między Otovicami a granicą w Tłumaczowie, powrócił 21 maja 1945 r. we władanie kolei czechosłowackich. Dawne Hrabstwo Kłodzkie w wyniku ustaleń konferencji tzw. wielkiej trójki przypadło Polsce. Wobec zmiany granic, lokalny ruch pasażerski na linii stracił rację bytu i został wstrzymany. Prowadzony był natomiast nieregularny ruch towarowy: z linii korzystały, wyprawiane ze stacji w Broumovie, radzieckie transporty wojskowe. Na polską stronę, uznawaną wówczas za „ziemię niczyją”, zapuszczał się tędy także czechosłowacki pociąg pancerny Moskva, którym dokonywano rabunkowego wywozu węgla dla potrzeb parowozowni w Mezimesti.
Ścinawka Średnia została przejęta przez Wojsko Polskie 14 czerwca 1945 r. Później, ruch towarowy na linii uległ uregulowaniu. Przez Tłumaczów transportowano (już legalnie) węgiel nabywany w kopalniach Nowej Rudy, dla odczuwającego silne braki przemysłu czeskiego. Dostawy polskiego opału oznaczały podtrzymanie pracy wielu czeskich zakładów. Częściowo z tych dostaw zaspokojono również potrzeby parowozowni ČSD.
W kronice stacji Broumov zachowały się zapiski, dotyczące kursowania pociągów towarowych przez granicę w Tłumaczowie na początku 1946 r.

W styczniu 1946 roku na broumowskiej stacji odnotowano wyjazd 30 próżnych składów węglarek i przybycie 30 pociągów pełnych węgla dla Czechosłowackiej Republiki Socjalistycznej. W lutym zanotowano 11 takich transportów, a w marcu – pięć. Oprócz tego w styczniu odnotowano tranzyt 5 próżnych składów węglarek MÁV i CFR do Wałbrzycha oraz także pięć pociągów jadących z powrotem z węglem dla Węgier i Rumunii.

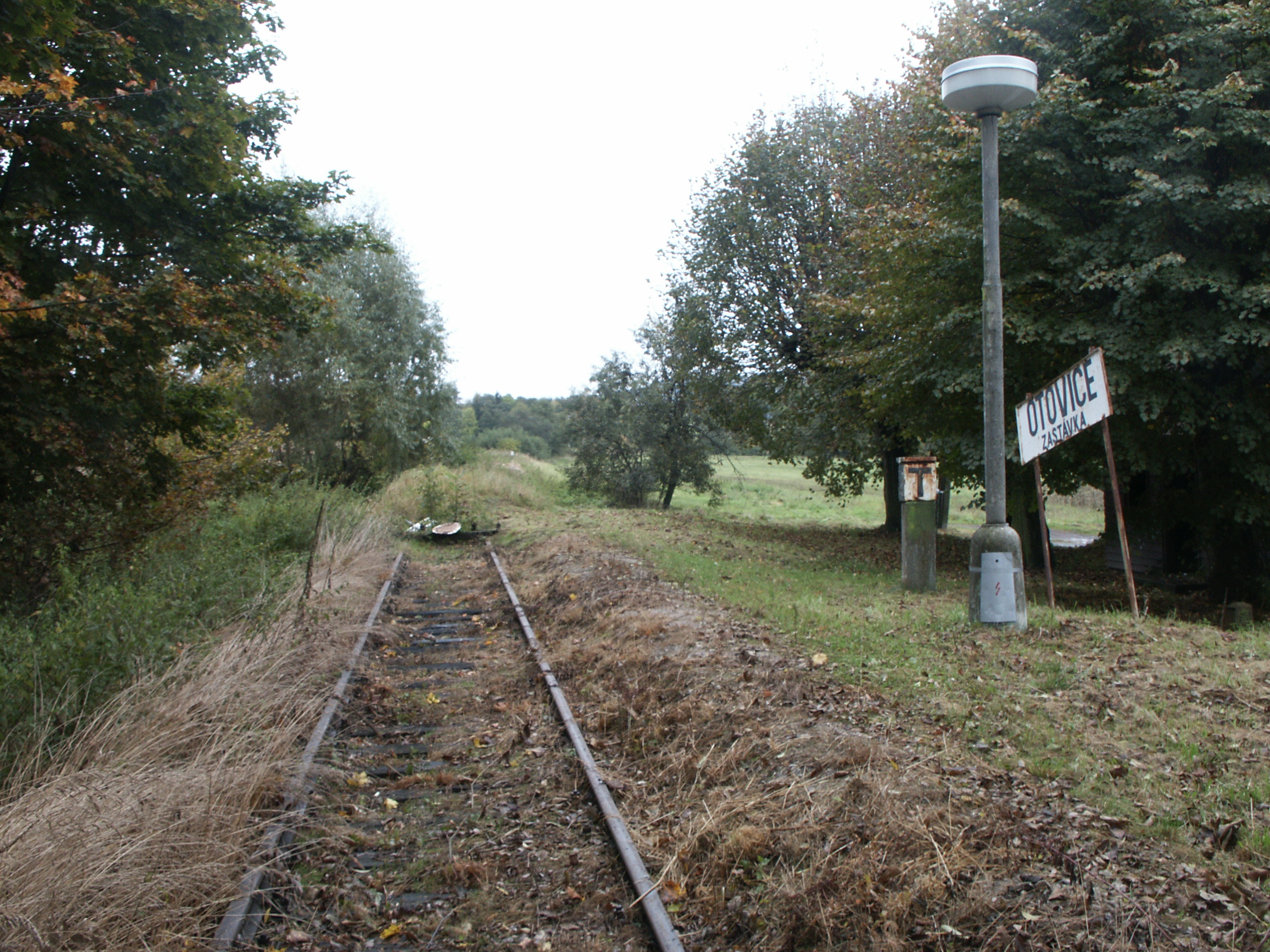
Przystanek Otovice zastávka, na którym od 1946 r. kończyły bieg pociągi z kierunku Broumova, od 1969 r. zakończony ślepo kozłem oporowym

Trasę przez Tłumaczów wykorzystywano dla tranzytu pociągów z wałbrzyskim węglem wysyłanych na południe Europy, ponieważ główna linia kolejowa Kłodzko – Wałbrzych była wówczas nieprzejezdna. Uciekający przed Armią Czerwoną Niemcy wysadzili 8 maja 1945 r. około godz. 20:00 wiadukt w Nowej Rudzie-Zatorzu. Wobec nasilających się roszczeń czechosłowackich odnośnie do ziemi kłodzkiej, Polacy przerwali 18 marca 1946 r. ruch pociągów przez Tłumaczów, demontując w obawie przed czeską agresją 80 metrów toru na granicy. Tor odbudowano 27 listopada 1946 r., jednak nie było już wówczas konieczności organizowania objazdu – wiadukt w Nowej Rudzie odbudowano w prowizorycznej formie 8 czerwca 1946 r.
Mimo iż w kronice broumovskiej stacji są zapiski o zezwoleniu w 1949 r. na przejazd przez granicę polskich pociągów z węglem, nie zachowały się w niej dowody na późniejsze kursowanie pociągów transgranicznych. Inne źródła mówią o sporadycznych przejazdach pociągów towarowych do 1953 r., bądź nawet do 1969 Zmiana granic państwowych i sytuacji geopolitycznej sprawiła, że trasa stała się mało przydatna. Od lat 50. XX wieku linia służyła wyłącznie powstałym w okresie międzywojennym kamieniołomom i zakładu przetwórczym, wytwarzającym tłuczeń na potrzeby kolejnictwa i drogownictwa.
Ruch towarowy przez kolejowe przejście graniczne został formalnie zawieszony w 1968 r.,choć stacja w Tłumaczowie była oznaczona jako nieczynna już w Wykazie Odległości Taryfowych z 1959 r. Odcinek od kilometra 5,8 do kilometra 7,6 zlikwidowano decyzją 144 z 28.08.1969 r., po czym rozebrano. Pozostałą część linii, niewielki odcinek torów nieopodal stacji Ścinawka Średnia przekwalifikowano na bocznicę szlakową do kamieniołomu w Tłumaczowie oraz żwirowni w Ścinawce Górnej, która podlegała resortowi górnictwa i była obsługiwana do końca lat 80. W pewnym okresie działalności żwirownia nadawała pełny pociąg z kamieniem na Górny Śląsk nawet codzienne.

### Po roku 1990
Na początku lat 90. ministrowie Polski i Republiki Czeskiej podpisali na Zamku Książ umowę w ramach Studium rozwoju pogranicza polsko–czeskiego. Jednym z punktów umowy było uruchomienie nieczynnego odcinka ze Ścinawki Średniej do granicy, uzasadnione wcześniejszymi studiami na ten temat, wskazującymi na potrzebę odbudowy trasy. Wraz z likwidacją państwowego kamieniołomu (w 1991 r.), torowisko zachowanej jako bocznica linii zostało jednak rozebrane. Pozostawiono krótki odcinek torów wychodzący ze stacji Ścinawka Średnia. W lipcu 1995 r. rozebrano w niewyjaśnionych okolicznościach most na rzece Ścinawce oraz wiadukt nad drogą. Przyczółki mostów zostały wyburzone.
Z dniem 11 grudnia 2005 r. České dráhy zawiesiły kursowanie pociągów (pasażerskich wagonów motorowych) na odcinku Broumov – Otovice zastavka. Przyczyną była odmowa dalszego finansowania przez władze kraju hradeckiego.

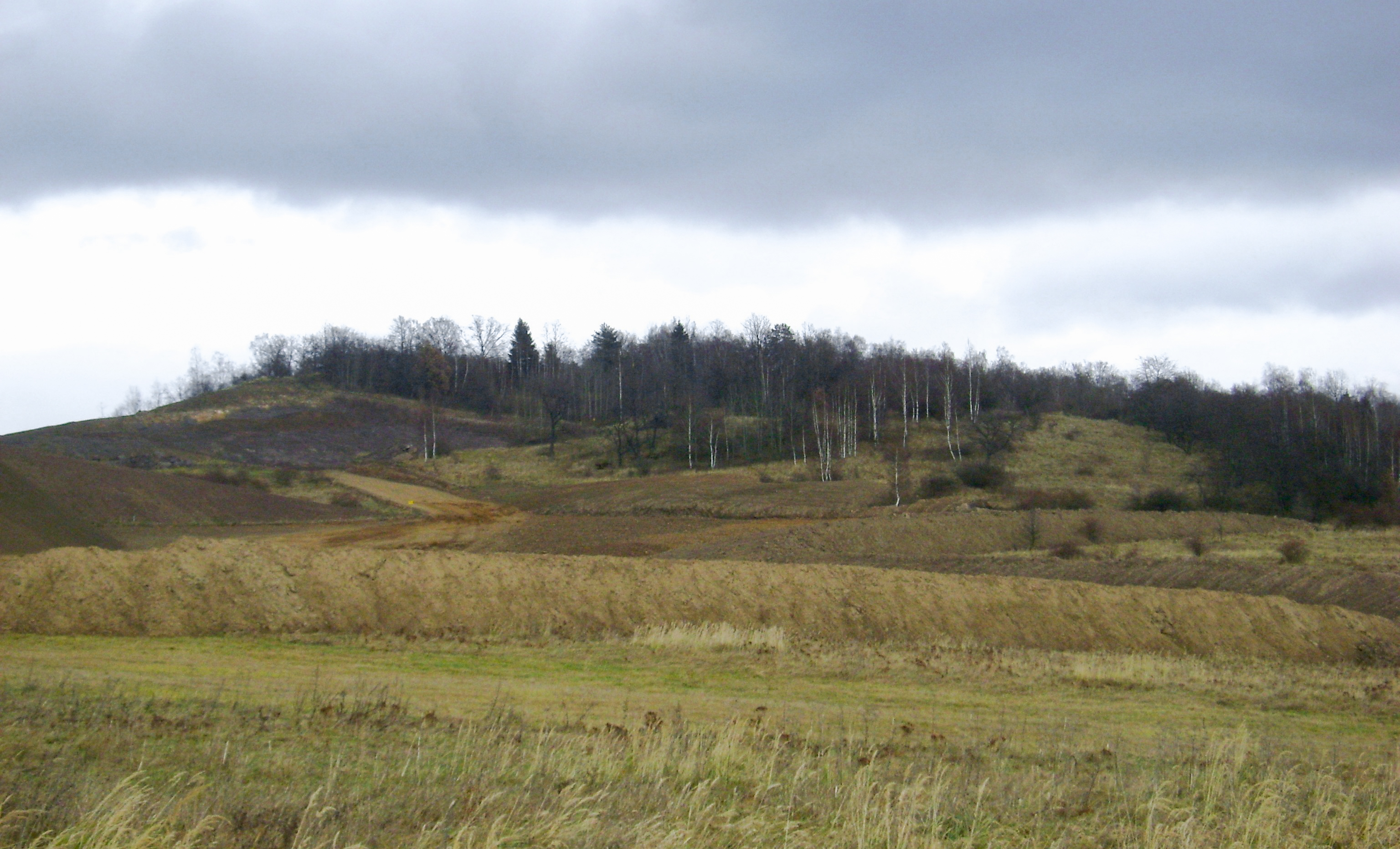
Góra Gardzień z zalążkiem kamieniołomu melafiru (2009 r.)

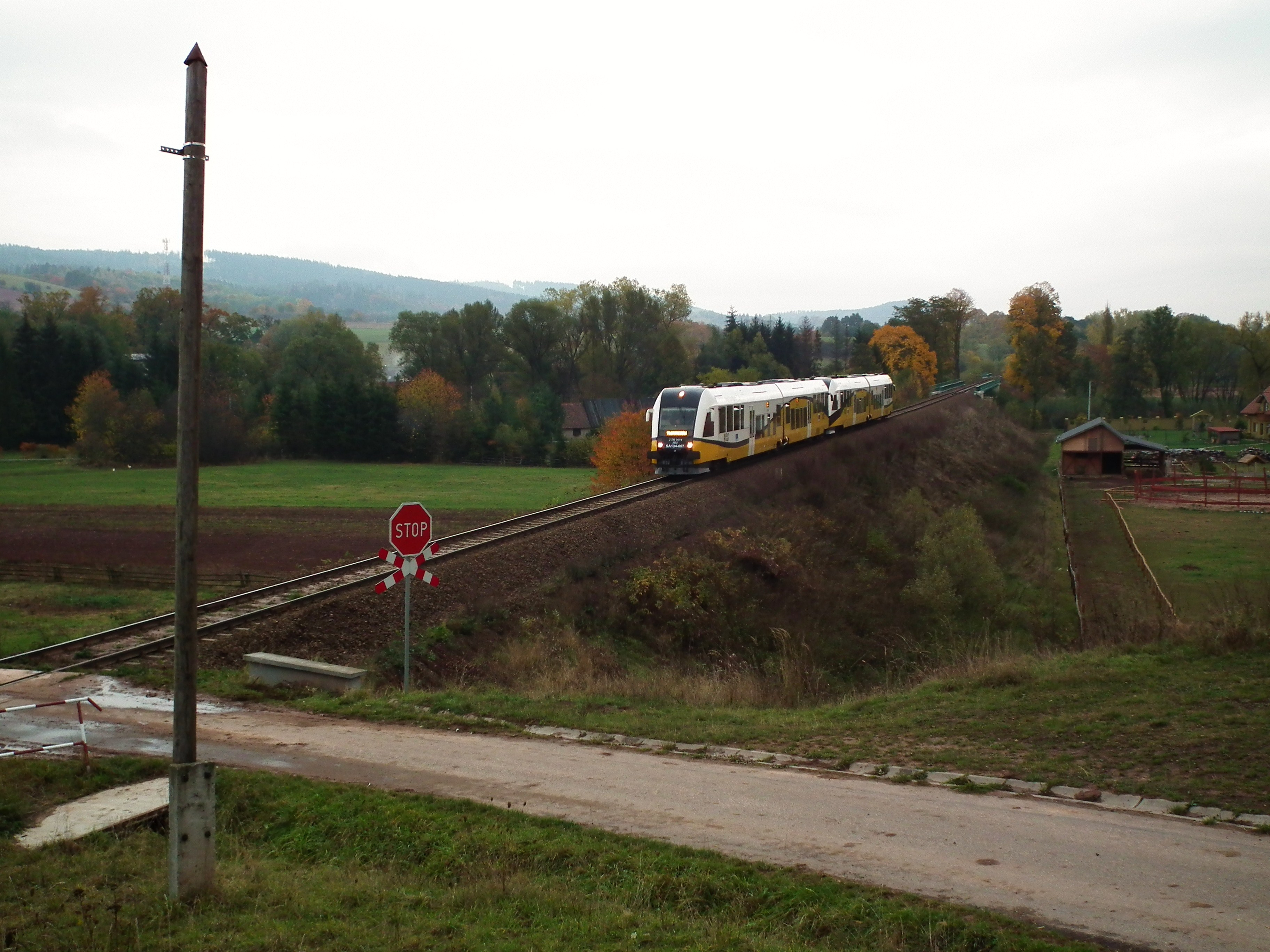
Odbudowany odcinek w 2015

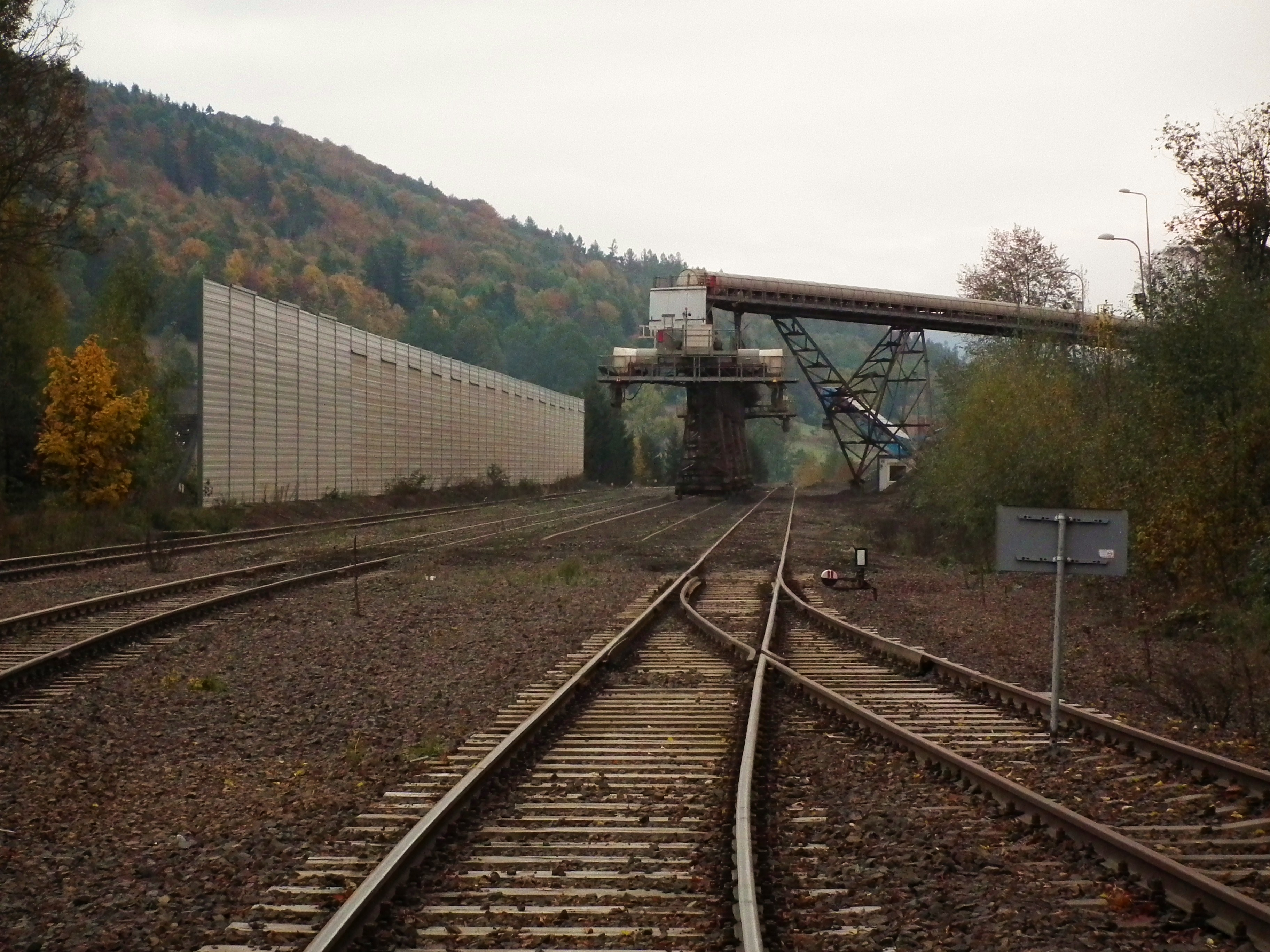
Ładownia w Tłumaczowie

W 2009 r. spółka Strateg Capital weszła w posiadanie 30-letniej (2006-2036) koncesji na eksploatację złóż melafiru z góry Gardzień, z zamiarem rocznego wydobycia 2 milionów ton kruszcu. Po protestach lokalnej społeczności, spółka odkupiła od gminy Radków przejęty uprzednio przez samorząd od PKP grunt pod rozebraną w latach 90. linią. Odbudowę bocznicy prowadzono od października 2009 do lipca 2010 r. Prace przeprowadziło Przedsiębiorstwo Napraw Infrastruktury. Odbudowano 5 kilometrów torów, wraz ze wszystkimi obiektami inżynieryjnymi, w tym mostem nad rzeką i wiaduktem nad drogą wojewódzką. W Ścinawce Górnej i Tłumaczowie wybudowano liczące po trzy tory ładownie. Przy pierwszej z nich, w dawnym budynku mieszkalnym zlokalizowano zaplecze dla pracowników obsługujących bocznicę. Odbudowa kosztowała ponad 20 mln złotych.
Od początku deklarowano możliwość przedłużenia torów do Czech, a więc odbudowy linii w historycznym kształcie. Sprzeciwili się jednak temu czescy samorządowcy. Sołtysi Hynčic i Otovic oponowali przeciwko transportowi kruszywa linią biegnącą przez ich miejscowości. Natomiast władze kraju hradeckiego wskazywały na zbyt szczupłe środki finansowe na reaktywację połączeń pasażerskich.
28 lipca 2010 roku do Tłumaczowa, po ponad dwudziestoletniej przerwie, wjechał pierwszy pociąg towarowy. Skład był złożony z lokomotywy spalinowej i 28 wagonów. Początkowo do załadunku wagonów towarowych używana była przenośna ładowarka. Później, przy punkcie końcowym w Tłumaczowie powstała automatyczna ładownia z systemem taśmociągów prowadzących z kamieniołomu. 10 września 2010 r. próbny przejazd promocyjny linią odbył szynobus SA135 spółki Koleje Dolnośląskie.
Początkowo, odbudowana bocznica była eksploatowana dość intensywnie. W 2012 r. spółka Strateg Capital ogłosiła upadłość, po tym, jak, jeden z głównych odbiorców kruszywa zaraz po ukończeniu inwestycji prowadzonych w Polsce przed EURO 2012 ogłosił upadłość, pozostawiając po sobie 20 mln zł długów. Wówczas ruch na trasie do Tłumaczowa znacząco się zmniejszył. Przedsiębiorca, któremu syndyk masy upadłościowej Strateg Capital powierzył eksploatację kamieniołomu nie dotrzymuje ustaleń z władzami gminy i mieszkańcami, wywożąc część urobku samochodami, również w kierunku Czech (mimo ograniczeń nośności dróg do 6 t).